# INS Magen
De INS Magen (Hebreeuws: אח"י מגן) is een Sa'ar 6-Klasse korvet, zij is het eerste van de vier door de Israëlische marine bestelde korvetten. De naam betekend schild. Ze zorgt voor een nieuwe soort beveiliging van de Israëlische wateren en de EEZ. Daarnaast geeft ze een boost samen met de andere drie voor een geavanceerdere marine.

## Ontwerp
Het ontwerp van de nieuwe Sa'ar klasse is losjes gebaseerd op de Duitse Braunschweig-klasse korvet, maar met technische veranderingen om plaats te bieden aan door Israël gebouwde sensoren en raketten zoals de Barak 8 en het marine Iron Dome-systeem. Elbit Systems heeft het contract gekregen om de elektronische oorlogsvoering (EW) suites voor de schepen te ontwerpen en te bouwen.
De Sa'ar 6-klasse schepen hebben een waterverplaatsing van bijna 1.900 ton bij vollast en zijn 90 m lang. Ze is bewapend met een OTO Melara 76 mm kanon, twee Typhoon Weapon Stations, 32 verticale lanceercellen voor Barak 8 luchtdoelraketten, 40 cellen voor het C-Dome point-defensiesysteem, 16 anti-scheepsraketten Gabriel V de EL/M-2248 MF-STAR AESA-radar en twee 324 mm (12,8 inch) torpedobuizen. Ze hebben een hangar en een platform dat plaats biedt aan een middenklasse helikopter van het type SH-60 Seahawk.

## Bouw
Op 7 februari 2018 werd de kiel gelegd en op 12 mei 2019 vond de tewaterlating plaats bij German Naval Yards en ThyssenKrupp Marine Systems in Kiel. Ze werd op 2 december overgedragen aan de Israëlische marine en op 11 november 2020 in gebruik genomen.

## Operationele geschiedenis
In februari 2022 nam de INS Magen deel aan een oefening in de Middellandse Zee. Onder andere raketafweer en onbemande luchtvaartuigen werden getest. Tijdens de oefening werd er getraind om raketten af te weren vanuit Iran.